# Mugur Isărescu

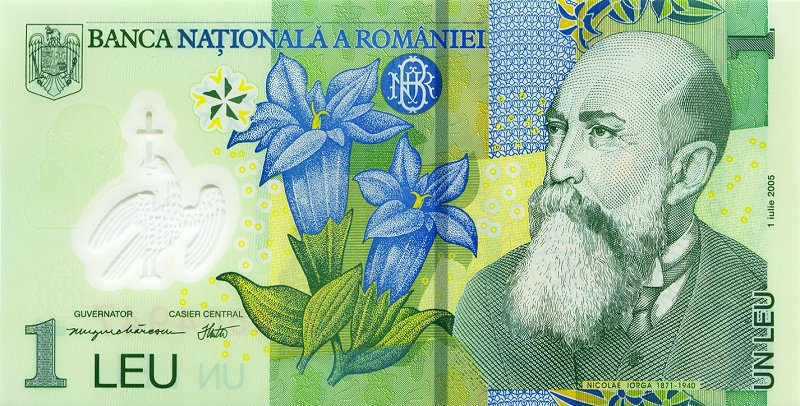
Bancnotă cu valoarea nominală de 1 leu, ediția 2005, cu semnătura Guvernatorului Băncii Naționale a României, Mugur Isărescu (avers)

Mugur Constantin Isărescu (n. 1 august 1949, Drăgășani, Vâlcea, România) este un economist român, în prezent guvernatorul Băncii Naționale a României, funcție pe care o deține din septembrie 1990, cu excepția unei perioade de un an (22 decembrie 1999 – 28 decembrie 2000), în care a fost prim-ministru al României. El este cel mai longeviv șef de bancă centrală din lume. Din 2006 este membru titular al Academiei Române.

## Biografie
Mugur Constantin Isărescu s-a născut pe 1 august 1949 în orașul Drăgășani, situat în județul Vâlcea. El provine dintr-o familie cu rădăcini în zona locală; tatăl său, Constantin Isărescu, provenea din valea Luncavățului, în timp ce mama sa, Aritina, era fiica cârciumarului Nae Fârtat, originar din Mrenești, o localitate de pe valea Pesceanei, în comuna Crețeni, tot în județul Vâlcea.
Tatăl său a fost profesor de școală care, după înființarea Republicii Populare Române, a studiat la Academia de Studii Economice din București (ASE), a lucrat ca executiv bancar în anii 1950 și apoi a fost profesor de contabilitate timp de 20 de ani.
Isărescu a studiat comerțul internațional la Academia de Studii Economice din București, unde a absolvit în 1971, și a fost asistent universitar între 1975 și 1989. În 1989, a susținut teza de doctorat pe tema politicilor de curs valutar, sub îndrumarea lui Costin Kirițescu.
În 1975 s-a căsătorit cu Elena Isărescu și au doi copii, Lăcrămioara și Costin.
Timp de 19 ani, a lucrat ca cercetător la Institutul de Economie Internațională. A urmat câteva cursuri în Statele Unite, redactând mai multe lucrări despre economia capitalistă. Isărescu afirmă că a fost ca și cum s-ar fi pregătit timp de 20 de ani pentru momentul din 1990.
În această perioadă, a dat note sub mai multe pseudonime serviciilor secrete comuniste, referindu-se la doamne cu diverse probleme, la colegii de la institut și la străinii pe care îi întâlnea. Unul dintre pseudonimele folosite de Isărescu pentru a semna notele de informare adresate Securității a fost „Manole”, înregistrat în evidențele UM 0195, sub controlul Contraspionajului Extern. Isărescu a respins aceste acuzații, având o decizie din 2002 care confirmă că nu a fost colaborator al Securității ca poliție politică. O nouă verificare nu este posibilă conform legislației actuale, din cauza statutului său de guvernator al BNR și membru al Academiei. În 2005, CNSAS a primit dosarele de la Securitate, iar conform legii, doar cercetătorii acreditați pot solicita accesul la aceste dosare.
În februarie 1990, după Revoluția Română din 1989, a început să lucreze pentru Ministerul Afacerilor Externe. În martie 1990, a fost trimis să lucreze ca secretar pentru afaceri economice și monetare la Ambasada României în Statele Unite, fiind responsabil cu gestionarea relațiilor României cu Fondul Monetar Internațional și Banca Mondială.
Se aștepta ca România să aibă nevoie de ajutor din partea FMI în decurs de câțiva ani, dar a fost surprins să descopere că guvernul a epuizat rezervele valutare în termen de șase luni, motiv pentru care a fost rechemat în România în iulie 1990 pentru a prelua conducerea Băncii Naționale.
În județul Vâlcea, la Drăgășani, Isărescu deține o exploatație viticolă. Vinul etichetat „Casa Isărescu” include soiuri precum Crâmpoșie, Negru de Drăgășani, Tămâioasă Românească, Sauvignon Blanc și Cabernet Sauvignon. 
Isărescu deține o locuință în comuna Gruiu, o casă de vacanță la Drăgășani și un apartament în București. Autoturismul său este un Eagle din 1993, iar barca cu motor este marca Delta, din 2004. În 2014, Mugur Isărescu avea economii totale de 267.167 lei, 58.117 euro și 18.850 dolari americani.
Mugur Isărescu ocupă funcția de guvernator al Băncii Naționale a României, este membru al Academiei Române și profesor asociat la Academia de Studii Economice. Deține acțiuni majoritare la CRH Ciment România S.A. și Măr SRL, având 54,01% din acestea, restul aparținând copiilor și soției. Este, de asemenea, pensionar.

## Guvernator al Băncii Naționale a României
În septembrie 1990, a fost numit guvernator al Băncii Naționale a României de către guvernul român. În primii ani, a negociat mai multe acorduri cu Fondul Monetar Internațional. Mandatul său a fost reînnoit de Parlamentul României în 1991, 1998, 2004, 2009, 2014 și 2019.
Între anii 1990-1991, Mugur Isărescu a condus Comisia guvernamentală pentru identificarea și recuperarea fondurilor deturnate din patrimoniul statului de către Nicolae Ceaușescu și colaboratorii săi.
La 1 iulie 2005, sub conducerea sa, BNR a realizat denominarea monedei naționale, introducând „leul greu” (RON), prin eliminarea a patru zerouri. Acest pas a fost crucial pentru facilitarea tranzacțiilor și atragerea investitorilor străini, fiind parte a unei strategii de modernizare economică. Tot în această perioadă, Isărescu a susținut liberalizarea contului de capital, facilitând investițiile străine și tranzacțiile internaționale. A aplicat politici riguroase privind ratele dobânzilor, contribuind la stabilizarea pieței de creditare și protejarea sistemului bancar.
Conform unui articol al Academiei Recordurilor Mondiale, Isărescu a reușit, în cei 19 ani de conducere la Banca Națională a României, să creeze și să mențină o aură misterioasă în jurul politicilor Băncii, mulți subliniind că agenda Băncii a rămas independentă de orice guvern român. Același articol afirmă că mulți creditează echipa Băncii Naționale cu salvarea economiei României de la un colaps de tip bulgar, ridicând rezervele naționale de aur și euro peste necesități, reducând inflația la cifre de o singură cifră și introducând leul nou. În 2009, Academia Recordurilor Mondiale l-a numit cel mai longeviv guvernator al unei bănci centrale.
A fost implicat într-o serie de dezbateri legislative referitoare la unele legi de protecție a consumatorilor, cum ar fi „datio in solutium” și conversia francului elvețian în leul românesc, având un rol pronunțat, susținând ferm băncile împotriva debitorilor români, în ultimii doi ani.
În martie 2025, Octavian Armașu, guvernatorul Băncii Naționale a Moldovei între 2018 și 2023, a fost numit consilier al lui Isărescu.

## Prim-ministru al României
În 1999, Isărescu a fost solicitat să devină prim-ministru al României, acceptând cu condiția să se poată întoarce la Banca Națională după încheierea mandatului. Președintele de atunci Emil Constantinescu a fost de acord cu termenii, iar la 16 decembrie 1999, Isărescu a depus jurământul ca prim-ministru al României, dar doar timp de aproximativ un an, deoarece în noiembrie 2000, coaliția aflată la putere a pierdut alegerile.
În noiembrie 2000, Isărescu a candidat pentru funcția de președinte al României, dar a fost învins categoric, ocupând locul patru și primind 9% din voturi. Ulterior, s-a întors la Banca Națională a României pentru un nou mandat de guvernator.
În timpul mandatului său, la 15 februarie 2000, România a inițiat formal negocierile cu Uniunea Europeană (un proces început cu aplicația României în 1995 și aprobarea Comisiei Europene pe 13 octombrie 1999).
Isărescu a fost considerat de mai multe ori între 2009 și 2012 un înlocuitor potrivit pentru Emil Boc în funcția de prim-ministru al României. Isărescu a refuzat oferta președintelui Băsescu, alegând să nu își reia funcția anterioară pentru a rămâne guvernator al BNR.

## Alte activități[verificare necesară]
- Președinte al Comitetului Național pentru Supravegherea Macroprudențială (din martie 2017)
- Președinte al Comitetului Național pentru Stabilitate Financiară (2007-martie 2017)
- Vicepreședinte al Comisiei naționale pentru trecerea la moneda euro
- Vicepreședinte al Comitetului interministerial pentru trecerea la euro
- Președinte al Secției de Științe Economice, Juridice și Sociologie a Academiei Române (2006)[16]
- Membru al Clubului de la Roma și președinte al Asociației Române a Clubului de la Roma
- Membru al Comisiei Trilaterale
- Membru fondator al Societății Economice Române (SOREC)
- Vicepreședinte al Asociației Generale a Economiștilor din România – AGER
- Membru al Societății Numismatice Române
- Membru în Consiliul Consultativ al Biroului Regional pentru Europa și CSI din cadrul PNUD
- Vicepreședinte al Asociației pentru Drept Internațional și Relații Internaționale (ADIRI)
- Membru al Academiei Române (corespondent în 2001, titular în 2006[4])
- Vicepreședinte al Clubului Guvernatorilor băncilor centrale din Balcani, Marea Neagră și Asia Centrală (1998)
- Președinte al Clubului Guvernatorilor băncilor centrale din Balcani, Marea Neagră și Asia Centrală (2002)

## Distincții
- Placheta de Onoare a Ministerului Afacerilor Interne, noiembrie 2014
- Crucea de Merit (Polonia) în grad de Comandor, decembrie 2012
- Trofeul „Carol Davila” – înaltă distincție acordată de Universitatea de Medicină și Farmacie „Carol Davila”, octombrie 2012
- Emblema „Onoarea Armatei României” - distincție acordată de Ministerul Apărării Naționale, 21 octombrie 2011
- Legiunea de onoare în grad de ofițer, acordat de către Ambasada Franței la București, 4 martie 2011
- Ordinul național „Steaua României” în grad de Colan, 26 ianuarie 2010[17]
- Decorația regală „Nihil Sine Deo”, conferită de Majestatea Sa Regele Mihai I
- Ordinul „Sf. Împărați Constantin și Elena”, cls.I, mai 2009
- Ordinul „Meritul Industrial și Comercial”, 2 februarie 2007[18]
- Bancherul deceniului, titlu acordat de revista „Capital”, în 2003
- Bancherul anului 2002, titlu acordat de revista „Piața Financiară”
- „Guvernatorul anului 2001”, titlu acordat de revista „The Banker”, componentă a grupului „Financial Times”
- Crucea Sfântului Andrei – distincție acordată de Episcopia Galați, decembrie 2000
- Ordinul național „Steaua României” în grad de Mare Cruce, 1 decembrie 2000
- Ordinul „Marea Cruce a Sudului”, cea mai înaltă distincție braziliană acordată străinilor, București, septembrie 2000
- Crucea Moldavă – înaltă distincție conferită de Mitropolia Moldovei și a Bucovinei, iulie 2000
- Ordinul „Mare Ofițer al Crucii Sudului”, distincție braziliană acordată străinilor, București, decembrie 1999
- Crucea Patriarhiei – înaltă distincție conferită de Patriarhia Română
- Crucea Ardealului – înaltă distincție acordată de Mitropolia Ardealului
- Cetățean de onoare al municipiului Zalău, 1996[19]

## Titluri științifice și didactice
- Președinte al Secției de Științe Economice, Juridice și Sociologie a Academiei Române; membru titular al Academiei Române (2006); membru corespondent (2001)
- Profesor universitar, Academia de Studii Economice București; Facultatea de Finanțe, Asigurări, Bănci și Burse de Valori (1996 - prezent)
- Doctor Honoris Causa al Universității Petrol-Gaze din Ploiești (2019)
- Doctor Honoris Causa al Universității „Ovidius” din Constanța (2019)[20]
- Doctor Honoris Causa al Academiei Navale „Mircea cel Bătrân” din Constanța (2014)
- Doctor Honoris Causa al Universității din București (2014)
- Doctor Honoris Causa al Universității Politehnice din București (2013)
- Doctor Honoris Causa al Universității Lucian Blaga din Sibiu (2013)
- Doctor Honoris Causa al Universității Andrei Șaguna din Constanța (2012)
- Doctor Honoris Causa al Școlii Naționale de Studii Politice și Administrative (2011)
- Doctor Honoris Causa al Universității Româno-Americane (2011)
- Doctor Honoris Causa al Universității „Transilvania” din Brașov (2011)
- Doctor Honoris Causa al Universității din Oradea (2011)
- Doctor Honoris Causa al Academiei de Studii Economice din Chișinău (2010)
- Doctor Honoris Causa al Universității „Al. I. Cuza” din Iași (2009)
- Doctor Honoris Causa al Universității „Babeș-Bolyai” din Cluj-Napoca (2009)
- Membru corespondent al Academiei Regale a Doctorilor din Spania (2009)[21][22]
- Membru corespondent al Academiei Regale de Științe Economice și Financiare din Barcelona (2008)[23]
- Doctor Honoris Causa al Universității de Vest din Timișoara (2007)
- Doctor Honoris Causa al Universității din Bacău (2007)
- Doctor Honoris Causa al Universității din Pitești (2006)
- Doctor Honoris Causa al Universității din Craiova (2003)
- Doctor Honoris Causa al Universității de Nord din Baia Mare (2000)
- Doctor în științe economice – cu teza „Tendințe în politica guvernamentală a cursurilor de schimb pe plan internațional și incidența lor asupra relațiilor economice externe ale României”, coordonator științific prof. dr. Costin Kirițescu, susținută la Academia de Studii Economice București (1989)

## Lucrări publicate
- Datoria externă (București, 1977)
- Afaceri și căderi financiare în lumea capitalului ([Editura Dacia]], Cluj, 1979) - în colaborare cu Nicolae Murgu și Paul Ștefănescu
- Metodologia prognozării cursurilor de schimb (Institutul de Economie Mondială București, 1980)
- Politici și determinante ale cursului de schimb (Institutul de Economie Mondială București, 1981)
- Aurul, mit și realitate (Editura Junimea, Iași, 1981) - în colaborare cu Nicolae Murgu
- Problema inflației în România interbelică (New-York, 1981)
- Managementul în comerțul internațional (Institutul de Economie Mondială București, 1982)
- În zgomotul bursei (Ed. Albatros, București, 1982) - în colaborare cu Nicolae Murgu și Constantin Lazăr
- Bursele de mărfuri și bursa de valori (București, 1982)
- Contul curent și balanța de plăți externe (Institutul de Economie Mondială București, 1985)
- Balanța de plăți și indicatorii macroeconomici (București 1986)
- Probleme monetare și financiare internaționale (BNR, București, 1986)
- Relații Monetare internaționale (Institutul de Economie Mondială București, 1989)
- Dezvoltarea recentă în România (1990)
- Raport privind regimul valutar din România și măsurile necesare pentru stabilizarea cursului leului (BNR, București, 1992)
- România după tiranie (Westview Press, SUA, 1992)
- Politica monetară, stabilitatea macroeconomică și reforma bancară în România (BNR, București, 1995)
- Sistemul bancar în România: evoluții recente și perspective (BNR, București, 1996)
- Reforma sistemului financiar în România și integrarea europeană (BNR, București, 1996)
- Inflația și echilibrele fundamentale ale economiei românești (BNR, București, 1996)
- Politica monetară după 1989 (Partea a VI-a) în "Sistemul bănesc al leului și precursorii lui" (vol. III), autor Costin Kirițescu (București, 1997)
- Convergență și sustenabilitate; probleme și mijloace de realizare (BNR, 10 noiembrie 1998)
- Banca și bancherul (Academica 1999)
- Economia românească în perspectiva anului 2000 - selecție de studii (BNR, București, 1999)
- România: o previziune pe termen lung; Relansarea creșterii economice a României. Seminarul Clubului de la Roma (Academica,1999)
- Managementul crizelor în economia globală - o provocare pentru politica monetară: cazul României. Simpozionul Clubului de la Roma (București, 1999)